# اختبار ساكاجوتشي

اختبار ساكاجوتشي هو اختبار كيميائي يستخدم للكشف عن وجود الأرجينين في البروتينات. تمت تسميته على اسم عالم الطعام والكيميائي العضوي الياباني شويو ساكاغوتشي (1900 – 1995) الذي وصف الاختبار في عام 1925  كاشف ساكاجوتشى المستخدم في الاختبار يتكون من 1-نفثول وقطرة صوديوم هيبوبروميت. تتفاعل مجموعة الجوانيدين في الأرجينين مع كاشف ساكاجوتشي لتكوين مركب أحمر اللون.